# Onthophagus kulzeri
Onthophagus kulzeri là một loài bọ cánh cứng trong họ Bọ hung (Scarabaeidae).